# Заводской район (Новокузнецк)

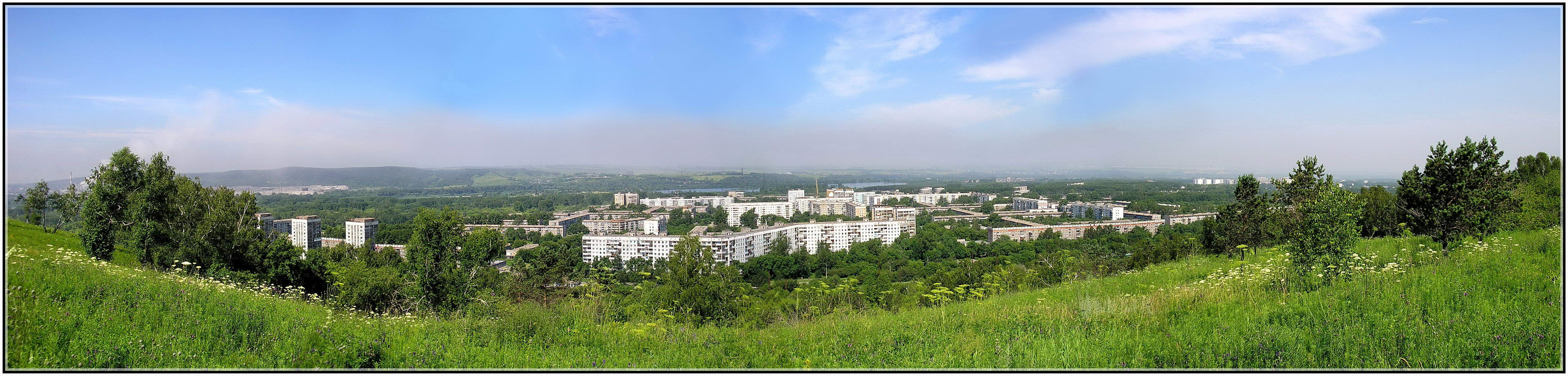
Заводской район

Заводско́й район — внутригородской район Новокузнецка, расположен на правом берегу реки Томь. Название района связано с расположенным на его территории Западно-Сибирским металлургическим комбинатом (ЗСМК). Также у района есть неофициальное наименование — «Запсиб».

## История
До 1956 года на территории Заводского района находились село Рождественское, Верхне-Островская площадка, совхозы, деревни Антоново, Телеуты, Бызово.
- 1956, ноябрь — решение Совета Министров СССР о строительстве ЗСМК на Антоновской площадке[8].
- 1957, 27 мая — был вбит «первый колышек на Антоновской площадке»[8]. Считается днём начала строительства ЗСМК.
- 1958, 2 апреля — посёлок строителей ЗСМК назван «Заводским» (от слова «завод») и включён в категорию рабочих посёлков (по решению областного исполкома)[8] , входил в состав Кузнецкого района Новокузнецка.
- 1962, 9 октября — рабочий посёлок «Заводской» включён в состав города Новокузнецка (решением Кемеровского исполкома)[9][* 2].
- 1963, 8 января — мост через Томь соединил рабочий посёлок Заводской с Центральным районом[9][* 3].
- 1963, 1 февраля — указ Президиума Верховного Совета РСФСР об образовании Заводского района[9].
- 1998, 22 декабря — из Заводского района выделен Новоильинский[11].

### Охраняемые исторические зоны
На территории района находятся две охраняемые зоны: захоронение военнопленных, расположенное за посёлком Садовым, и, частично, Кузнецкая крепость.

### Главы района
- Степаненко Петр Иванович (с 1997 года - 2007 год);
- Ушаков Владимир Иванович (с 2007 - до марта 2012 года)[13];
- Иванов Александр Владимирович (14 мая 2012 года — 4 июня 2013 года)[14];
- Лойко Олег Петрович (4 июня 2013 года — 25 сентября 2014 года);
- Ермолаев Алексей Александрович (13 октября 2014 года - по настоящее время).

## География
Район расположен в северо-восточной части города. Граничит с Новоильинским районом Новокузнецка и Ильинским сельским поселением на северо-западе, с Кузнецким районом на юге, Сидоровским сельским поселением на севере и с Центральным районом на юго-западе.

### Почтовое деление
- 654031 — Восточная часть.
- 654038 — Западная часть к северу от Клименко.
- 654043 — ЗСМК.
- 654055 — Островская площадка.
- 654059 — Западная часть к югу от Клименко.

## Территориально-общественное самоуправление
- ТОС № 1 (13 микрорайон)
- ТОС № 2 (район трамвайного депо)
- ТОС № 3 (Западная часть)
- ТОС № 4 (район станции Островской)
- ТОС № 5 (район проспекта Советской Армии)
- ТОС № 6 (Нижняя Островская площадка)
- ТОС № 7 (платформа Сад Металлургов)
- ТОС № 8 (Ярославская и частный сектор)
- ТОС № 9 (Верхняя Островская площадка)
- ТОС № 10 (18 Квартал)

## Улицы

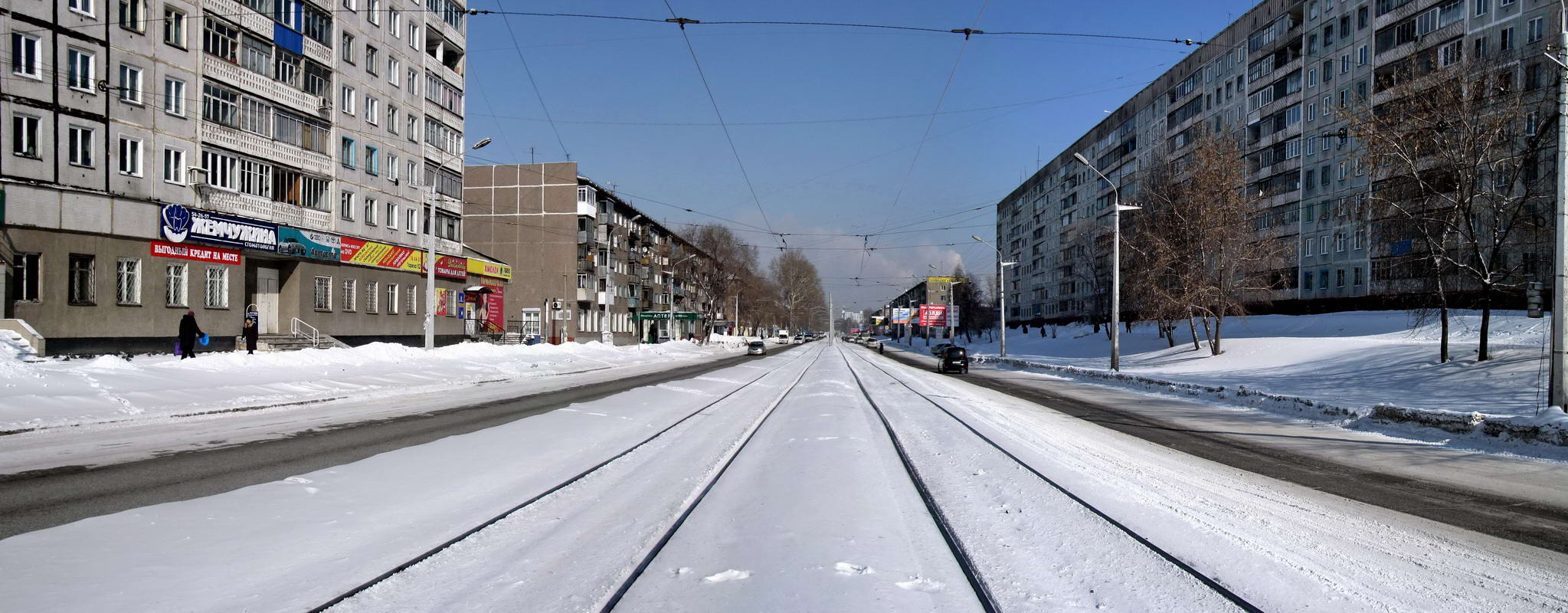
Улица М. Тореза

- Северное шоссе;
- Космическое шоссе;
- Пойменное шоссе;
- улица 13-й микрорайон;
- улица 40 лет ВЛКСМ;
- улица Белградская;
- улица Горьковская;
- улица Ижевский проезд;
- улица Климасенко;
- улица Клименко;
- улица М. Тореза;
- улица Первостроителей;
- улица Привольная;
- проспект Советской Армии;
- проезд Чекистов;
- улица Ярославская.

## Транспорт
По территории района проходят автобусные и троллейбусные маршруты, связывающие «Запсиб» со всеми остальными районами города. Также имеется обособленная от остального города трамвайная сеть (Депо №2).

### Маршрутная сеть

#### Трамвайные маршруты
| Маршрут | Начальная остановка      | Конечная остановка | Депо | Выпуск | Примечания                        |
| ------- | ------------------------ | ------------------ | ---- | ------ | --------------------------------- |
| 10      | к/ст "ул. Мориса Тореза" | к/ст "Восточная"   | 2    | 19/11  | Укороченный: Мориса Тореза - Депо |

#### Троллейбусные маршруты
| Маршрут | Начальная остановка | Конечная остановка | Примечания                                                             |
| ------- | ------------------- | ------------------ | ---------------------------------------------------------------------- |
| 1       | пр. Октябрьский     | Ярославская        | По ул. 40 лет ВЛКСМ; Заводскому шоссе; пр. Металлургов; пр. Бардина    |
| 2       | пр. Октябрьский     | 13-й микрорайон    | По пр. Советской Армии; Заводскому шоссе; пр. Металлургов; пр. Бардина |
| 5       | Левый берег         | Ярославская        | По ул. 40 лет ВЛКСМ; Заводскому шоссе; ул. Ноградской; пр. Ермакова    |

#### Автобусные маршруты
| Маршрут | Начальная остановка | Конечная остановка | Примечания                                                                                    | Перевозчик      |
| ------- | ------------------- | ------------------ | --------------------------------------------------------------------------------------------- | --------------- |
| 7       | Трест КМС           | Вокзал             | По ул. 40 лет ВЛКСМ; Заводскому шоссе; пр. Металлургов                                        | АО «ПАТП»       |
| 11      | 18-й квартал        | 13-й микрорайон    | некоторые рейсы имеют заезд в пос. Телеуты                                                    | ООО «Питеравто» |
| 17      | Веры Соломиной      | 13-й микрорайон    | с сентября 2020 по январь 2021 — № 1*                                                         | ООО «Питеравто» |
| 18      | 18-й квартал        | Шлаковый отвал     | По ул. Мориса Тореза; ул. 40 лет ВЛКСМ; Северному шоссе                                       | ООО «ГК Профи»  |
| 24      | 18-й квартал        | ВГСЧ               | По ул. Мориса Тореза; ул. 40 лет ВЛКСМ; Космическому шоссе                                    | ООО «ГК Профи»  |
| 25      | 18-й квартал        | Левый берег        | По ул. Мориса Тореза; Заводскому шоссе; ул. Ноградской; пр. Ермакова; ул. Кирова              | ООО «Питеравто» |
| 25*     | 18-й квартал        | Вокзал             | По ул. Мориса Тореза; Заводскому шоссе; ул. Ноградской; пр. Ермакова; ул. Кирова; пр. Бардина | ООО «Питеравто» |
| 88      | ЦВТИ                | СШМНУ              | По пр. Металлургов; ул. Орджоникидзе ; пр. Курако; пр. Бардина; ул. Ленина                    | ООО «Питеравто» |
| 89      | ЦВТИ                | Молодость Запсиба  | По ул. Чернышёва; пр. Мира; пр. Запсибовцев; Бызовскому шоссе; Заводскому шоссе               | ООО «Питеравто» |
| 91      | 18-й квартал        | Космонавтов        | По пр. Авиаторов; пр. Запсибовцев; Бызовскому шоссе; ул. Мориса Тореза                        | ООО «Питеравто» |
| 345     | Трест КМС           | Абашево            | По ул. Герцена; пр. Шахтёров; ул. Ленина; пр. Бардина; пр. Металлургов; Заводскому шоссе      | АО "ПАТП"       |

## Экономика
Самыми крупными промышленными предприятиями района являются:
- ОАО Западно-Сибирский металлургический комбинат, который начал работу в 1963 году[9];
- ОАО Западно-Сибирская ТЭЦ.
- Шахта Полосухинская

На севере района располагались угольные шахты «Есаульская», «Юбилейная».
Пищевые предприятия:
- Гормолзавод;
- Ликёро-водочный завод «Кузбасс»;
- «Запсиб-Пиво».

Прочие предприятия: ООО «НСУМ-НК», Завод изготовления металлоконструкций, «Мастер-продукт», Сибпромстрой, Кузнецкмонтажстройдетали, Электротехсервис, Новокузнецкметаллургмонтаж, Кузнецкий завод литейных заготовок, ООО «Криогаз», Коксохиммонтаж-Кузнецк, СМЦ-Огнеупоры, Гидромаш-НК, ООО «Технологии развития», Завод модульных дегазационных установок, Мусороперерабатывающий завод.
Также в Заводском районе расположен один из крупнейших торговых комплексов города — «Рынок на Садовой». C 2013 года на территории района работает Кузбасская ярмарка.
Крупнейшие железнодорожные станции — Островская, Новокузнецк-Северный, Полосухино, Гидрошахта (закрытая).

## Медицина
- 29 Клиническая больница — МСЧ ЗСМК
- 3 детская клиническая больница
- Новокузнецкий научно-практический центр медико-социальной экспертизы и реабилитации инвалидов (ЦВТИ)

## Культура, досуг и спорт
- Культурный центр металлургов.
- Культурный центр КСЦМ «Евраза».
- Памятник воину-созидателю.
- Досуговый центр «Комсомолец».

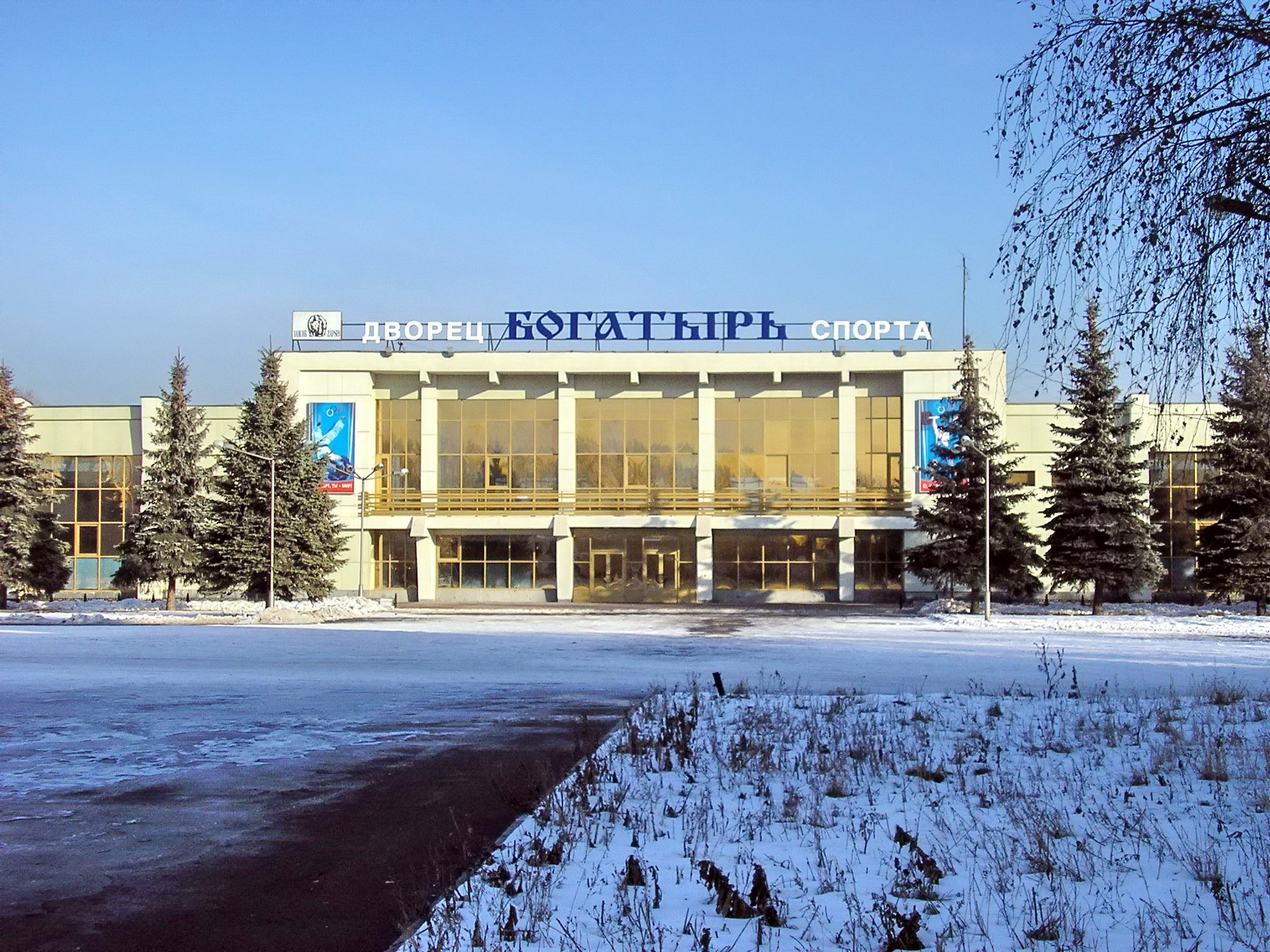
Дворец спорта «Богатырь»

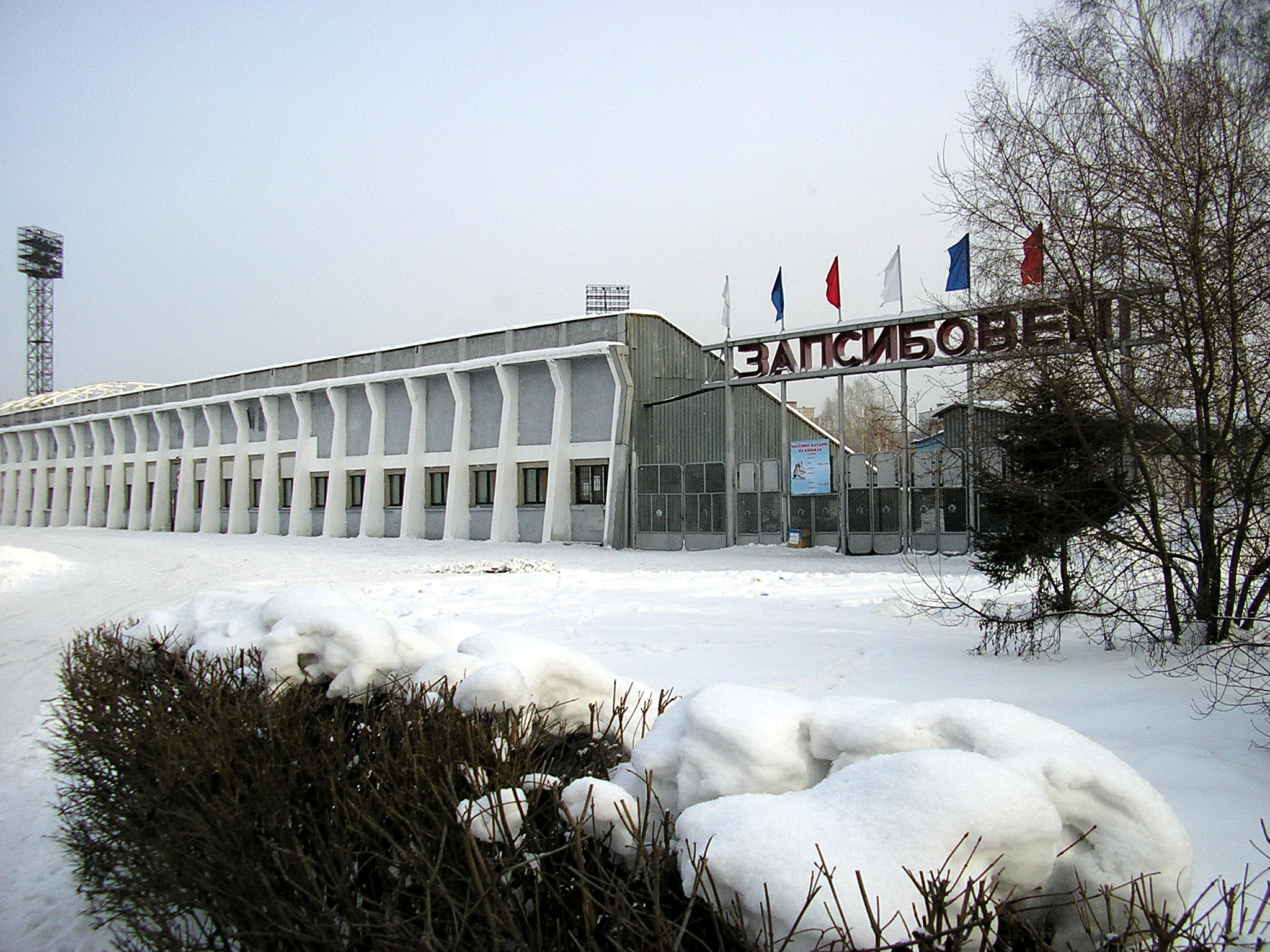
Стадион «Запсибовец»

- Центр детского технического творчества «Меридиан».
- Дом детского творчества № 4.
- Станция юных техников.
- Спортивный стадион «Запсибовец».
- СДЮШОР по плаванью и бассейн «Запсибовец».
- Дворец спорта «Богатырь» и ДЮСШ «Запсибовец».
- Отделение федерации традиционного русского боевого искусства и боевого фехтования «Снежный барс».

Популярным местом отдыха горожан являлся парк отдыха «Сад Металлургов», на территории которого располагался детский развлекательный комплекс, который в середине 1990-х годов был демонтирован. Рядом с парком отдыха находится детско-юношеский конный центр «Фаворит». На территории района есть зоопарк

## Религия

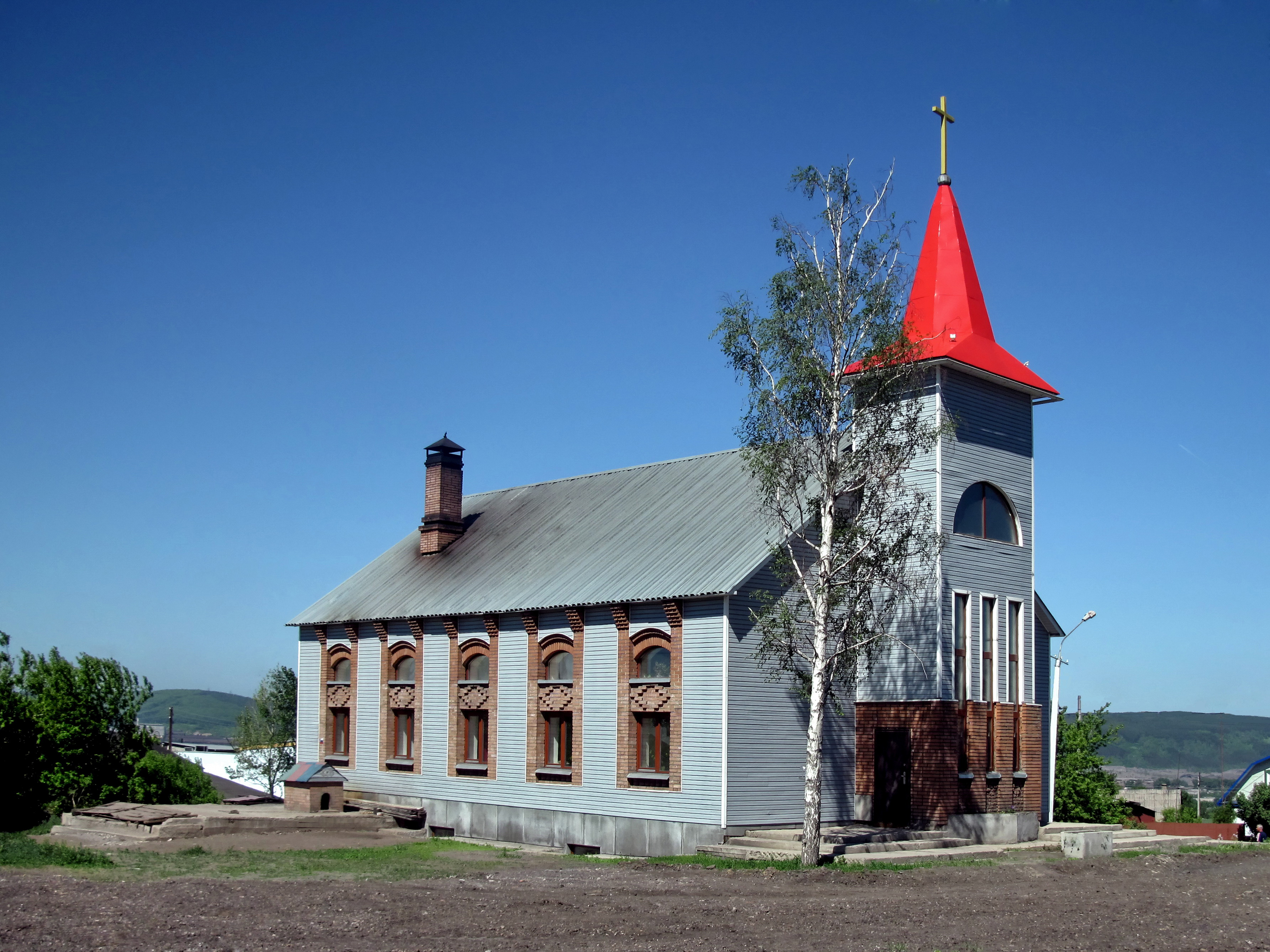
Церковь Христиан Адвентистов Седьмого Дня

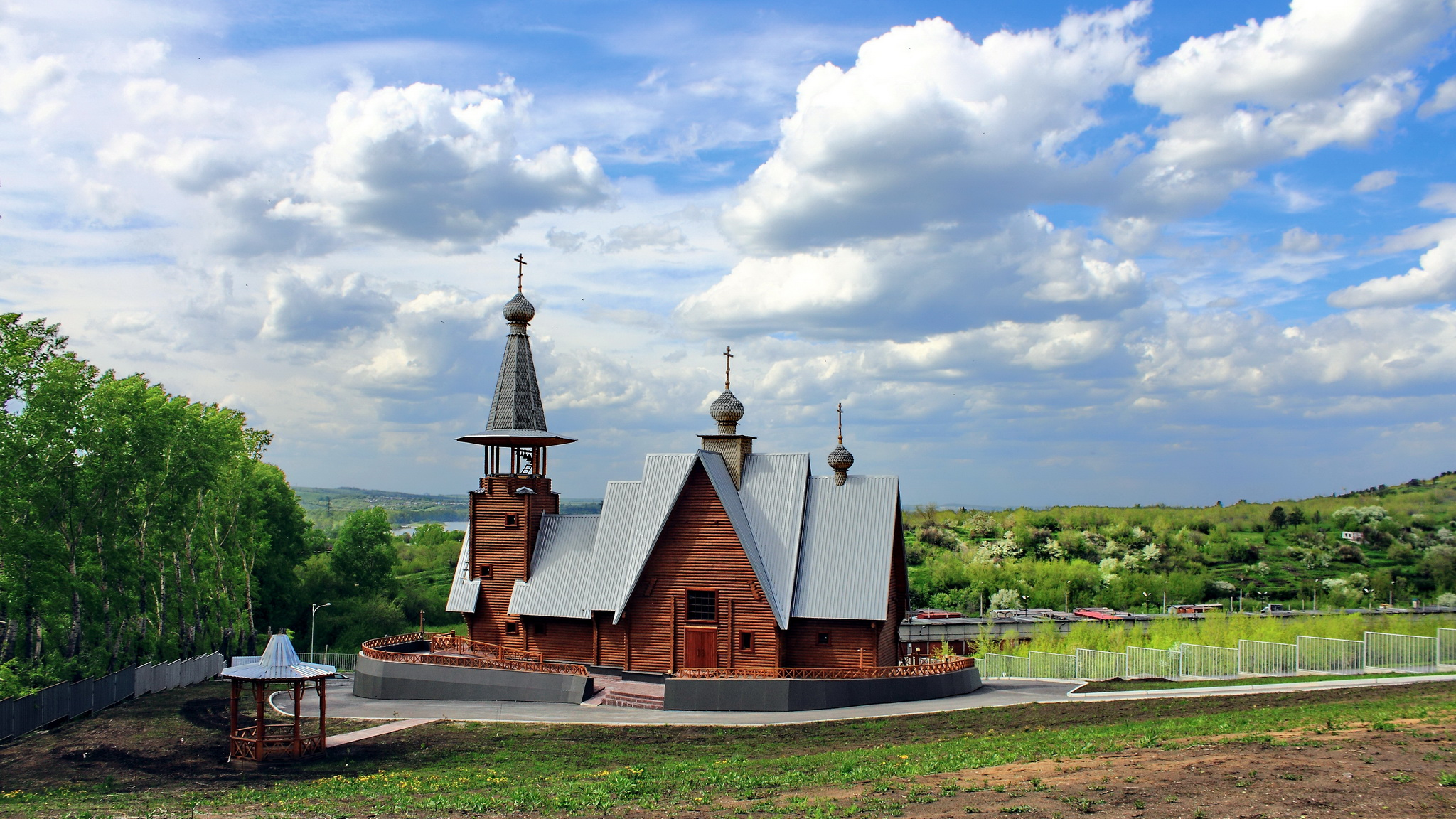
Русская православная старообрядческая церковь

На улице Калининградской в частном секторе района находится Старообрядческий храм в честь иконы Пресвятыя Богородицы «Всем скорбящим радость» Русской Православной Старообрядческой Церкви. Недалеко от неё находится храм Церкви адвентистов седьмого дня.
На территории 18 квартала расположен Приход Веры, Надежды, Любви и Софии Русской Православной Церкви.

## Образование и наука

### Наука
- Восточный Научно-исследовательский Горнорудный институт (ВостНИГРИ)
- Восточный Углехимический институт
- Восточный филиал института чёрной металлургии (до 1992)

### Образование
- Филиал № 8 Централизованной городской библиотеки им. Н. В. Гоголя.
- Кузнецкий индустриальный техникум[19].
- Профессиональные училища № 29, 88[* 6].
- Новокузнецкий филиал Сибирской академии Государственной службы.
- Средние общеобразовательные школы № 5, 18, 22, 33, 49, 81, 79 (школа №3 была присоединена в состав школы №79 (как второй учебный корпус), 93, 102[21].
- Лицеи № 35[22], № 46[23].
- Школа-интернат № 82, детский дом-школа № 95.
- Вечерняя школа № 17.
- Детская художественная школа № 58.
- Воскресная школа при приходе Веры, Надежды, Любви и Софии.
- Специальная коррекционная общеобразовательная школа № 58 для детей с ограниченными возможностями здоровья.
- Детская студия раннего развития «Радуга».